# 1210

## Události
- do Říma přichází sv. František z Assisi žádat papeže o povolení založení chudého bratrstva

## Narození
- 5. května – Alfons III. Portugalský, král Portugalska a Algarves († 16. února 1279)
- 22. července – Johana Anglická, skotská královna jako manželka Alexandra II. († 4. března 1238)
- ? – Kuan Chan-čching, čínský dramatik z období dynastie Jüan († 1298)
- ? – Honorius IV., Giacomo Savelli, papež († 3. dubna 1287)
- ? – Treniota, velkokníže litevský († 1264)
- ? – Vilemína z Milána, nejprve světice, později prohlášena kacířkou († 24. srpna 1281)
- ? – Řehoř X., Tebaldo Visconti, papež († 10. ledna 1276)

## Úmrtí
- 29. března – Fachruddín ar-Rází, perský polyhistor a islámský učenec (* 26. ledna 1150)
- 17. července – Sverker II., švédský král (* mezi 1160–1166)
- 16. října – Matylda z Boulogne, brabantská vévodkyně (* 1170)
- ? – Brunetto Latini, italský středověký spisovatel († 1294)

## Hlava státu
- České království – Přemysl Otakar I.
- Svatá říše římská – Ota IV. Brunšvický
- Papež – Inocenc III.
- Anglické království – Jan Bezzemek
- Francouzské království – Filip II. August
- Polské knížectví – Lešek I. Bílý – Měšek IV.
- Uherské království – Ondřej II.
- Sicilské království – Fridrich I.
- Kastilské království – Alfonso VIII. Kastilský
- Rakouské vévodství – Leopold VI. Babenberský
- Skotské království – Vilém Lev
- Portugalské království – Sancho I. Portugalský
- Latinské císařství – Jindřich
- Nikájské císařství – Theodoros I. Laskaris